# Heteropsis fuliginosa
Heteropsis fuliginosa is een vlinder uit de onderfamilie Satyrinae van de familie Nymphalidae. De wetenschappelijke naam van de soort is voor het eerst geldig gepubliceerd in 1878 door Paul Mabille. 
Deze soort is endemisch op Madagaskar waar hij enkel werd waargenomen in het Nationaal park Ranomafana en het Anjozorobewoud ten oosten van  Antananarivo. Zijn habitat zijn bossen en door de ontbossing wordt deze soort zwaar bedreigd.

## Synoniemen
- Mycalesis fuliginosa (Mabille, 1878)
- Henotesia fuliginosa